# Église Saint-Jacques de Lassouts
L'église Saint-Jacques de Lassouts est une église située en France sur la commune de Lassouts, dans le département de l'Aveyron en région Occitanie.
Elle fait l'objet d'un classement au titre des monuments historiques depuis 1927.

## Localisation
L'église est située sur la commune de Lassouts, dans le département français de l'Aveyron.

## Historique
Dédiée à saint Jacques le Majeur, l’église de Lassouts fut construite à la fin du XVe siècle par le chapitre cathédral de Notre-Dame de Rodez, bénéficiaire et seigneur du lieu. De style gothique, elle remplaçait un édifice roman du XIIe siècle détruit par les routiers des Grandes Compagnies à la fin de la guerre de Cent Ans. De la construction primitive subsistent des vestiges intégrés à l’édifice actuel. Le tympan roman représente, dans sa mandorle, un christ en majesté entouré du tétramorphe et de six apôtres.
Autres vestiges romans notables :
- une cuve baptismale, au fond ;
- des autels, dans le chœur et la première chapelle de droite ;
- une piscine, dans la chapelle de la Vierge, à droite près du chœur ;
- de nombreux corbeaux imagés, à l’intérieur et à l’extérieur.

La qualité artistique de ces vestiges paraît liée au fait qu'au Moyen Âge, Lassouts était le siège d’un archiprêtré.
L'église offre cette particularité que les voûtes de ses chapelles sont quasiment aussi hautes que celles de la nef . Cela donne à l’intérieur un style élancé, qui contraste fortement avec la lourdeur extérieure.
Elle a été classée au titre des monuments historiques le 4 août 1927.